# Marek Pasionek
Marek Waldemar Pasionek (ur. 7 stycznia 1961 w Gliwicach, zm. 31 marca 2022 w Warszawie) – polski prawnik.
W latach 2005−2007 podsekretarz stanu w Kancelarii Prezesa Rady Ministrów w Radzie Ministrów Kazimierza Marcinkiewicza i Radzie Ministrów Jarosława Kaczyńskiego, w latach 2016−2022 zastępca Prokuratora Generalnego.

## Życiorys
Syn Zbigniewa i Izabelli. Absolwent Wydziału Prawa i Administracji Uniwersytetu Śląskiego w Katowicach. W latach 1989–1991 aplikant Prokuratury Rejonowej w Gliwicach. Następnie był tamże, w latach 1991–1993 asesorem oraz w latach 1993–1995 prokuratorem. W 1995 objął stanowisko prokuratora w Prokuraturze Wojewódzkiej (Okręgowej) w Katowicach – VI Wydział ds. Przestępczości Zorganizowanej. W grudniu 2000 decyzją ówczesnego ministra sprawiedliwości Lecha Kaczyńskiego został powołany na stanowisko prokuratora w Prokuraturze Apelacyjnej w Katowicach (II Wydział ds. Przestępczości Zorganizowanej).
W czasie pełnienia funkcji prokuratora w Prokuraturze Wojewódzkiej (później Okręgowej) w Katowicach, prowadził śledztwa dotyczące m.in. słynnej „śląskiej ośmiornicy” – Tadeusza Makulskiego, Profus-Management i Gliwickiego Banku Handlowego czy też oszustwa dokonanego przez Andrzeja Kunę i Aleksandra Żagla w Hucie „Częstochowa”.
W latach 1993–1997 pięciokrotnie uhonorowany przez ówczesnych Ministrów Sprawiedliwości nagrodami za szczególne osiągnięcia w pracy śledczej.
Od 12 grudnia 2005 do 25 maja 2007 podsekretarz stanu w Kancelarii Prezesa Rady Ministrów w Radzie Ministrów Kazimierza Marcinkiewicza i Radzie Ministrów Jarosława Kaczyńskiego.
Od 14 czerwca 2007 zajmował stanowisko prokuratora – Zastępcy Szefa Oddziału Postępowania Przygotowawczego Naczelnej Prokuratury Wojskowej w Warszawie.
W 2009 uczestniczył w konkursie na stanowisko Prokuratora Generalnego.
W 2010 był jednym z prokuratorów nadzorujących śledztwo Wojskowej Prokuratury Okręgowej w Warszawie w sprawie katastrofy polskiego Tu-154 w Smoleńsku.
Od 7 marca 2016 do końca swojego życia pełnił funkcję zastępcy Prokuratora Generalnego.
Pochowany na Cmentarzu Centralnym w Gliwicach.

## Odznaczenia
W 2004 został odznaczony Srebrnym Krzyżem Zasługi. W 2019 został udekorowany Medalem Stulecia Utworzenia Policji Państwowej. W 2022 roku został pośmiertnie odznaczony Krzyżem Oficerskim Orderu Odrodzenia Polski.